# Callispa tibangana
Callispa tibangana es un coleóptero de la familia Chrysomelidae.
Fue descrita científicamente por primera vez en 1939 por Uhmann.